# Guanosindifosfát
Guanosindifosfát (GDP) je nukleotid, jehož molekula se skládá z monosacharidu ribózy, báze guaninu a dvou fosfátových skupin. Vzniká z GTP defosforylací pomocí GTPáz, a proto je důležitý v různých signálních buněčných procesech, kde se GTP/GDP uplatňují (jako je například signalizace pomocí G-proteinů, transport látek do jádra za pomoci Ran GTPázy, ale i polymerace tubulinu a podobně).